# Pembroke (hrad)
Hrad Pembroke (velšsky Castell Penfro) je středověký hrad postavený na skalnatém ostrohu nad řekou Cleddau v Pembroke v západní části Walesu. Počátky se datují do roku 1093 do doby normanské invaze do Walesu, kdy začal Roger z Montgomerry stavět dřevěnou palisádu, která úspěšně odolávala obležením.
Roku 1189 získal díky sňatku hrad i hrabství Guillaume le Maréchal, který se pak začal zvát hrabětem z Pembroke a stavbu za použití kamene významně rozšířil, v čemž pokračoval i jeho syn Gilbert. Po vymření Vilémových potomků dostal hrad Vilém z Valence, nevlastní bratr krále Jindřicha III. a poté připadl do vlastnictví rodu pánů z Hastingsu. Po jejich vymření hrad připadl anglické koruně. Roku 1648 byl za občanské války na Cromwellův příkaz značně pobořen. V současné době je po renovaci soukromým majetkem přístupným veřejnosti.